# Kungsbacka
Kungsbacka je grad u zapadnom dijelu južne Švedske u sastavu županije Halland.

## Stanovništvo
Prema podacima o broju stanovnika iz 2005. godine u gradu živi 17.784 stanovnika.

## Vanjske poveznice
- Službena stranica grada

### Ostali projekti
|  | Zajednički poslužitelj ima još gradiva o temi Kungsbacka |